# Svatý Jan pod Skalou
Svatý Jan pod Skalou é uma comuna checa localizada na região da Boêmia Central, distrito de Beroun.